# Teratembia argentina
Teratembia argentina is een insectensoort uit de familie Teratembiidae, die tot de orde webspinners (Embioptera) behoort. De soort komt voor in Argentinië.
Teratembia argentina is voor het eerst wetenschappelijk beschreven door Navas in 1918.